# Terčino údolí
Terčino údolí este o arie protejată (sit de importanță comunitară — SCI) din Republica Cehă întinsă pe o suprafață de 5,92 ha, integral pe uscat.

## Localizare
Centrul sitului Terčino údolí este situat la coordonatele 48°46′46″N 14°45′25″E / 48.779444°N 14.756944°E.

## Înființare
Situl Terčino údolí a fost declarat sit de importanță comunitară în noiembrie 2009 pentru a proteja 1 specie de animale.

## Biodiversitate
Situată în ecoregiunea continentală, aria protejată nu include niciun habitat protejat.
La baza desemnării sitului se află o specie protejată de  nevertebrate: Phengaris teleius.